# Сльози апача

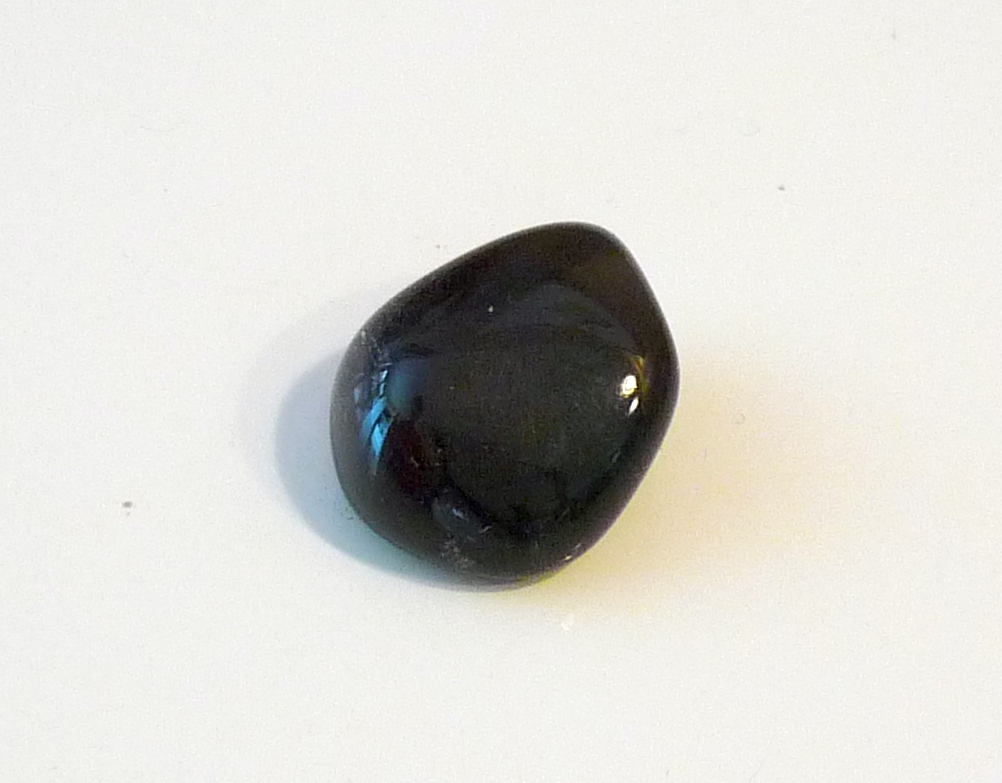
Сльози апача

Сльози апача — округлі утворення з обсидіану (вулканічного чорного скла) діаметром від 0,5 до 5 см. Сльози апача непрозорі у відбитому світлі, але просвічуються на світло. Колір — від чорного до червоного і до коричневого. Вони часто зустрічаються вбудовані в сірувато-білий перліт. Сльози апача за шкалою Мооса мають твердість від 5 до 5,5.

## Назва
Назва «Сльози апача» походить від легенди племені апачів: близько 75 апачів і вояків армії США в штаті Аризона в 1870 році билися неподалік сучасного містечка Суперіор. Передбачаючи поразку воїни апачів на конях стрибнули з гори на смерть, аби не бути вбитими американцями. Дружини і сім'ї воїнів плакали, коли вони почули про трагедію, їх сльози перетворялися на камінь при ударі об землю.
Американський співак і автор пісень Джоні Кеш написав пісні для альбому Apache tears (балади американських індіанців).